# Benoît Allemane
Pour les articles homonymes, voir Allemane.
Benoît Allemane est un acteur français né le 28 décembre 1942 à Clermont-Ferrand (Puy-de-Dôme) et mort le 5 janvier 2025 à Puteaux (Hauts-de-Seine).
Il est surtout connu pour son activité de comédien dans le domaine du doublage et en tant que voix off. Il a entre autres été la voix française régulière de Morgan Freeman, de Charlie le coq dans les Looney Tunes, et de la plupart des incarnations du père Noël.
Il a aussi participé, de manière régulière, aux Guignols de l'info de Canal+ et est la voix off de nombreux documentaires et publicités.
Au théâtre, il a joué dans une soixantaine de pièces.

## Biographie

### Jeunesse et formation
Benoît Pierre Marcel Joseph Allemane naît le 28 décembre 1942 à Clermont-Ferrand (Puy-de-Dôme). Il passe sa jeunesse à Nancy.
À 16 ans, il s'inscrit au théâtre amateur et rentre à l'école nationale du théâtre de Strasbourg à l'âge de 17 ans et demi et y reste durant 3 ans,.

### Carrière

#### Au théâtre
Débutant sur les planches, il joue notamment dans les pièces Richard III de William Shakespeare, L'Idiot d'après Dostoïevski, La guerre de Troie n'aura pas lieu de Jean Giraudoux, Héraclius et Othon de Pierre Corneille, Caligula d'Albert Camus, Mangeront-ils ? de Victor Hugo, Série blême de Boris Vian ou encore Antigone de Jean Anouilh.
Il joue à plusieurs reprises pour le metteur en scène Robert Hossein dans La Liberté ou La Mort, Je m'appelais Marie-Antoinette, Angélique, Marquise des Anges, Coupable non coupable, C'était Bonaparte, On achève bien les Chevaux et Jean-Paul II.
Il joue également dans Le Soldat inconnu et sa femme sous la direction de Peter Ustinov. Il interprète Winston Churchill dans Yalta ou Le partage du monde, et Churchill, la décision qui sauva le monde.
Féru de littérature japonaise, il adapte pour le théâtre la nouvelle Dans le fourré de Ryūnosuke Akutagawa et le roman court Les Belles Endormies de Yasunari Kawabata,,.
Il a également mis en scène quelques pièces.

#### Doublage et animation française
Grande figure du doublage en France, sa voix est notamment associée au comédien américain Morgan Freeman qu'il double dans la majorité de ses apparitions à partir de 1992 et du film Impitoyable.
Lors du remaniement des voix des Looney Tunes de Warner Bros. à la fin des années 1990, il est choisi pour doubler Charlie le coq dans ses futurs apparitions, ainsi que redoubler les anciens cartoons dans lesquels il est apparu.
Pour les studios Disney, il est la voix de Baloo dans Super Baloo (1990-1991), de Zeus dans Hercule (1997) et de Yensid dans les jeux Kingdom Hearts 2 (2006), Epic Mickey (2010) et Epic Mickey 2 : Le Retour des héros (2012).
Il prête sa voix au Dr Gang dans Gadget et les Gadgetinis (2002-2003), ou encore à Grougaloragran dans la série Wakfu (2008-), une série Ankama. Toujours pour Ankama, il prête sa voix à Sherlock Holmes dans la série en stop motion Debil Starz. Il prête également sa voix pour divers courts métrage d'animation, dont certains de l'École supérieure des métiers artistiques.
Dans les jeux vidéo, il double notamment Zavok dans les jeux Sonic the Hedgehog à partir du début des années 2010, Duncan dans Dragon Age: Origins (2009), le Mérif dans Borderlands: The Pre-Sequel (2014), Rost dans Horizon Zero Dawn (2017) ou encore le nain Brouver Hoog dans Thronebreaker: The Witcher Tales (2018). Il est également le narrateur de plusieurs jeux dont Anno 1404 (2009), Anno 1800 (2019), Astérix et Obélix XXL 3 : Le Menhir de cristal (2019) et Total War Saga: Troy (2020).

#### Rôle du Père Noël
Benoît Allemane est également la plupart des incarnations du Père Noël en France, notamment pour la chaîne de télévision éphémère, La Chaîne du père Noël. Il lui prête également sa voix dans les films d'animation L'Apprenti Père Noël (2010) et sa suite, L'Apprenti Père Noël et le Flocon magique (2013). Il donne à nouveau sa voix au Père Noël dans l'épisode spécial Noël du Cuphead Show, Un Noël de tous les Diables.

#### Radio, émissions, courts métrages et web séries
Il prête sa voix à Babar dans Les Aventures de Babar diffusé en 1969 sur ORTF et a participé à l'émission Les Guignols de l'info sur Canal+.
Il présente sur Radio-Monte-Carlo l'émission Toute la vérité de 1975 à 1980 puis en 1981, il co-anime avec Françoise Hardy l'émission Les signes du destin,,,. Il narre également à partir de 2005 L'Histoire de Jack Rose sur Radio Suisse Romande,.
Benoît Allemane apparaît dans plusieurs courts métrages. Il joue ainsi dans Le Sceau de la corruption de Tom Bielinski qui, après avoir fait plusieurs festivals, sort sur YouTube en 2018. Il participe en 2016 au court métrage La Chambre des rêves servant à promouvoir l'Audomarois et Saint-Omer. En 2015, il participe au film parodique Le Hobbit : Le Retour du roi du Cantal de Léo Pons, dans lequel il double le comédien interprétant Gandalf,. Il participe également au court métrage On s'est fait doubler ! mettant en avant le milieu du doublage,.
Sa popularité fait qu'il se voit proposer de jouer dans des web-séries, généralement en tant que voix off. Ainsi, il fait la voix de Jean-Louis la chaussette dans les épisodes Home Alone et Les jeux en FMV de la chaine Joueur du Grenier. Il fait la voix off de l'épisode 36 de What the Cut sur la chaîne d'Antoine Daniel. Il fait également une voix off pour la web série SaturdayMan. Il joue Frøm dans la web-série L'Incroyable Odyssée et Léonard de Vinci dans la fiction audio L'Épopée temporelle de Cyprien Iov. En 2019, il participe à la parodie Fullmetal Alchemist Brotherhood en 18 minutes pour la chaîne Re:Take.
Il prête sa voix à Ethelior dans les œuvres transmedia Incarnatis.
Il est également la voix off du programme court « Histoires de timbres : l’histoire de la poste » diffusé sur LCP.
Il participe également à la série « Histoires de Guerre » pour la chaîne YouTube Mamytwink en tant que voix off de l'épisode 47 (Les mystères de l'assassinat de JFK).

### Mort

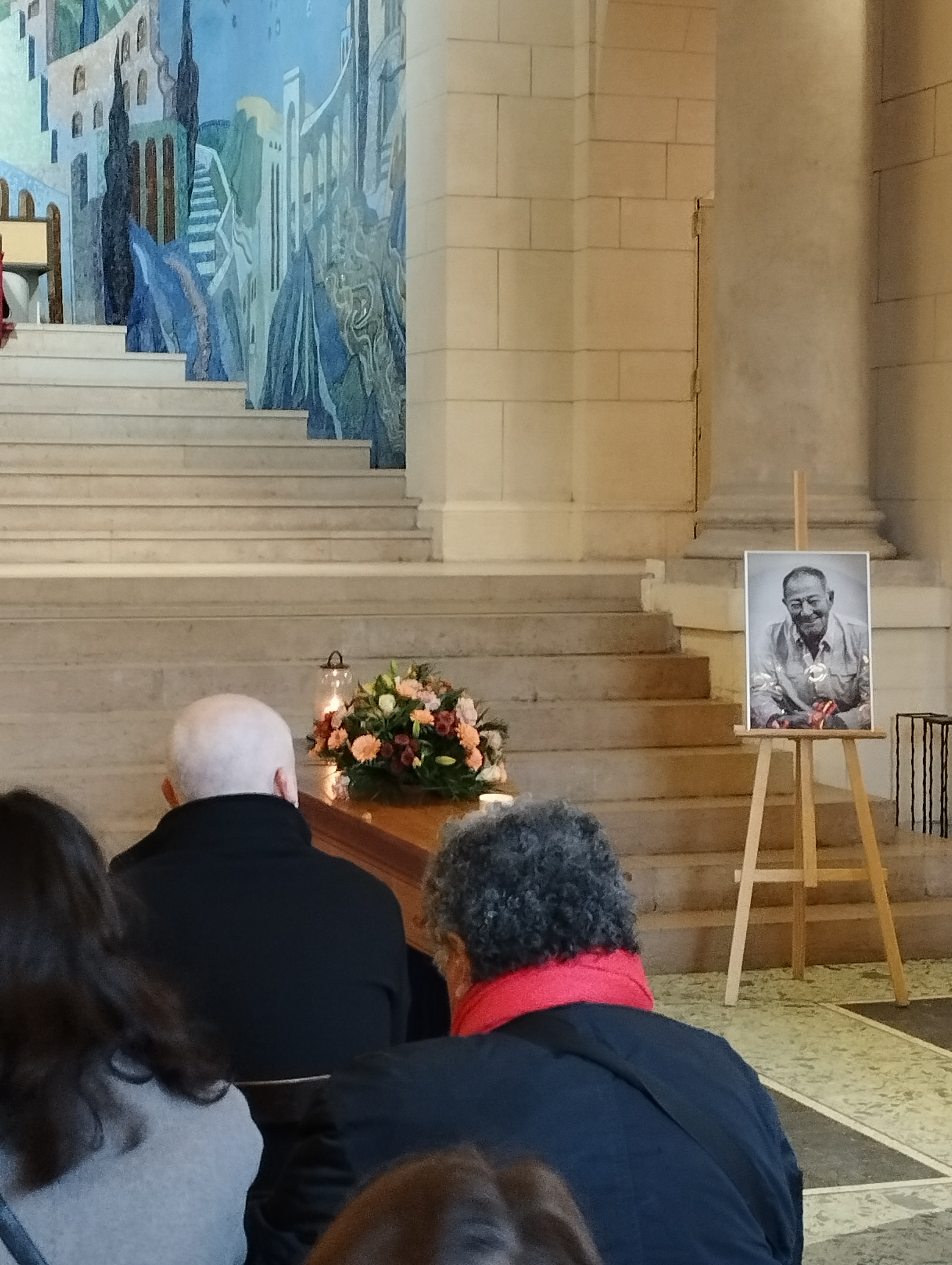
Obsèques de Benoît Allemane au crématorium du Père-Lachaise, le 17 janvier 2025.

Benoît Allemane meurt le 5 janvier 2025 à Puteaux (Hauts-de-Seine), huit jours après ses 82 ans, des suites d'une longue maladie. Sa mort est annoncée par l'un de ses amis sur Facebook et par sa femme et ses enfants sur Instagram. Ses obsèques se déroulent dans la matinée du 17 janvier au crématorium du Père-Lachaise, où il est ensuite incinéré en présence de nombreux amis comédiens de doublage tels que Brigitte Lecordier, Maïk Darah ou encore Jean-Claude Donda. Ses cendres sont ensuite remises à la famille.
L'acteur américain Morgan Freeman lui rend hommage sur X.

## Distinctions
- Chevalier de l'ordre des Arts et des Lettres (2021)[30]

## Théâtre
- 1963 : Richard III de William Shakespeare, mise en scène Pierre Barrat, Comédie de l'Ouest
- 1963 : Monsieur Bonhomme et les Incendiaires de Max Frisch, mise en scène Pierre Barrat, Comédie de l'Ouest
- 1963 : Les Chemins de fer d'Eugène Labiche, mise en scène Hubert Gignoux, Grand Théâtre de Nancy
- 1965 : La Ville sous les armes de Claude-Henri Rocquet, mise en scène Marie-Claire Valène
- 1967 : L'Idiot d'après Dostoïevski, adaptation et mise en scène André Barsacq, théâtre des Célestins, tournée Karsenty-Herbert
- 1968 : La guerre de Troie n'aura pas lieu de Jean Giraudoux, mise en scène Jean Darnel, théâtre antique d'Arles
- 1968 : Le Mystère de l'office des morts de Michel Cazenave, mise en scène Serge Ligier, théâtre de l'Alliance française
- 1968 : Héraclius de Pierre Corneille, mise en scène Jean Serge
- 1969 : Le Soldat inconnu et sa femme de Peter Ustinov, mise en scène de l'auteur, théâtre des Ambassadeurs, théâtre des Célestins
- 1970 : Caligula d'Albert Camus, mise scène Georges Vitaly, théâtre La Bruyère
- 1972 : Mangeront-ils ? de Victor Hugo, mise en scène Mario Franceschi
- 1973 : Série blême de Boris Vian, mise en scène Georges Vitaly, théâtre de Boulogne-Billancourt
- 1974 : Othon de Pierre Corneille, mise en scène Jean Serge, Festival de Barentin
- 1977 : Arrête ton cinéma de Gérard Oury, mise en scène de l'auteur, théâtre du Gymnase
- 1980 : Douceur de Pierre Boudot, mise en scène Jean-Pierre André, Chapelle Saint-Roch
- 1986 : Le Tombeur de Robert Lamoureux, mise en scène Jean-Luc Moreau, théâtre de la Porte-Saint-Martin puis théâtre des Variétés
- 1988 : La Liberté ou la Mort d'après Danton et Robespierre d'Alain Decaux, Stellio Lorenzi et Georges Soria, mise en scène Robert Hossein, Palais des congrès de Paris
- 1998 : Yalta ou Le Partage du monde de Vladimir Volkoff, mise en scène de l'auteur, théâtre Mouffetard : Winston Churchill
- 1998 : La Frousse de Julien Vartet, mise en scène de l'auteur, théâtre des Mathurins
- 1999 : Archibald de Julien Vartet, mise en scène Jacqueline Bœuf, théâtre Édouard-VII
- 2001 : Le Pseudonyme de Louise Doutreligne, mise en scène Jean-Claude Idée, théâtre Montparnasse
- 2007 : Jean-Paul II - N'ayez pas peur ! d'Alain Decaux, mise en scène Robert Hossein, Palais des sports de Paris
- 2010 : Dix Petits Nègres d'Agatha Christie, mise en scène Ivana Coppola, carré Bellefeuille
- 2011 : J'entends des voix de Philippe Lamblin
- 2011 : Churchill, la décision qui sauva le monde de Bernard Fripiat, mise en scène Guillaume de Moura : Winston Churchill
- 2013 : Antigone, mise en scène de Frédéric Desbordes, Les 50 et théâtre Micromegas
- 2015 : Un sommeil de plomb, de Christine Meron, mise en scène de Guillaume de Moura, coupole d'Helfaut
- 2016-2019 : Dans le fourré, d'après la nouvelle de Ryūnosuke Akutagawa, adapté, mis en scène et joué par Benoît Allemane, Les 50
- 2016-2019 : Les Belles Endormies d'après le roman court de Yasunari Kawabata au théâtre Les 50
- 2023-2024 : Qui a tué Takehiro ?, d'après la nouvelle de Ryūnosuke Akutagawa, adapté, mis en scène et joué par Benoît Allemane au théâtre La Boussole

## Filmographie

### Cinéma

#### Longs métrages
- 1974 : Les Suspects de Michel Wyn : Un policier interrogeant Laurent Kirchner
- 1976 : Mado de Claude Sautet : Antoine
- 1991 : Mon père, ce héros : le notable
- 1998 : Les Couloirs du temps : Les Visiteurs 2 : le soldat qui capture Jacquouille
- 2015 : A Love You de Paul Lefèvre : Marcel
- 2015 : Le Hobbit : Le Retour du roi du Cantal : Gandalf (Yvan Guespin) (voix)
- 2019 : Chamboultout d'Éric Lavaine : l'avocat Maître Roland ou professeur Antoine dans le roman
- 2019 : J'accuse de Roman Polanski : Georges Charpentier, l'éditeur d'Émile Zola
- 2020 : C'est la vie de Julien Rambaldi : le Président de la République Française
- 2021 : L'Imitateur de Matthieu Collignon : ?
- 2022 : Big Bug de Jean-Pierre Jeunet : le robot Nestor (voix)
- 2023 : Magnificat de Virginie Sauveur : Père Lataste
- 2023 : Bonnard, Pierre et Marthe de Martin Provost : le médecin

#### Courts métrages
- 2001 : Art'n Acte Production de Farid Dms Debah : Monsieur Hermann[12] (voix)
- 2004 : Vita ex Musica, film d'étudiants de Supinfocom : le narrateur
- 2006 : Garde-fou de Slimane-Baptiste Berhoun : le psy
- 2006 : Amélie's Matrix de Clément Tonelli[12]
- 2007 : Engrenage de Jean-Frédéric Chaleyat : Joseph Crapanzano[12]
- 2008 : Vincent, le Magnifique de Pascal Forney : le narrateur
- 2015 : La Chambre des rêves : le maitre d'hôtel
- 2017 : Le Sceau de la corruption de Tom Bielinski : le Prêtre
- 2017 : Un si long chemin de Loïc Jaquet
- 2017 : Lex Daemonium de Maxime Cuvelier : Dr Kaufmann
- 2017 : On s'est fait doubler ! de Nicolas Ramade : le premier narrateur (voix)
- 2018 : Le Grand Georges de Julien Pestel : le narrateur
- 2021 : La Grange des damnés de Charles Meyrault : l'inquisiteur
- 2022 : Le Buron de Léo Pons : le narrateur
- 2023 : Le Chant de Rome de ArtFX
- 2025 : La Diiiiiinde de Jules Chanut
- 2025 : Selfish de Jade Chaimovitch

### Télévision

#### Téléfilms
- 1967 : Antoine et Cléopâtre de Jean Prat : Claudius
- 1969 : Le Songe d'une nuit d'été de Jean-Christophe Averty : Thésée
- 1971 : Ubu enchaîné de Jean-Christophe Averty : Père Ubu
- 1976 : Mouchoir de nuages, pièce de théâtre de Tristan Tzara, adaptée par Jean-Christophe Averty : Le poète, Hamlet
- 1976 : Le Château des Carpathes de Jean-Christophe Averty : Franz de Télek
- 1995 : L'Allée du Roi de Nina Companeez : Monsieur de Louvois
- 2016 : Monsieur Paul : Un ancien résistant

#### Séries télévisées
- 1978 : Commissaire Moulin, épisode 10, Le Diable aussi a des ailes : Max
- 1980-1981 : L'Aéropostale, courrier du ciel (mini-série TV) : Antoine de Saint-Exupéry
- 1983 : Quelques hommes de bonne volonté (mini-série)
- 1987 : Le Gerfaut (mini-série) : George Washington
- 1989 : Tribunal : maître Langevin
- 1997 : Entre terre et mer, épisode 6 : M. Raquitel
- 2002 : Julie Lescaut, épisode Amour blessé : Berthier
- 2007 : Famille d'accueil, épisode Une bouteille à la mer : Michel
- 2008 : Plus belle la vie : René Cassagne, le père de Benoît
- 2019 : Alice Nevers, épisode Le Prix du silence : Maurice Lecomte
- 2020 : La Révolution : Louis XVI (voix)

### Webséries
- 2011 : 42e étage et Enquête au 42e étage, de Slimane-Baptiste Berhoun : le DRH
- 2012 : La Dernière Série avant la fin du monde : voix off
- 2013 : Joueur du Grenier - Home Alone de Frédéric Molas : Jean-Louis la Chaussette
- 2013 : La Dernière Série avant la fin du monde : voix off
- 2014 : Christmas de FloBer : voix off
- 2015 : What the Cut, épisode 36 de Antoine Daniel : voix off de l'introduction
- 2015 : Les Aventures de Néo et Broken : voix off
- 2015 : Révisons nos classiques 5 : voix off
- 2016 : Joueur du Grenier, épisode Les Jeux en FMV : Jean-Louis la chaussette
- 2015 : Tchaïkovski - Spécial Noël (Casse Noisette) RNC#5 : le père Noël
- 2016 : L'Incroyable Odyssée : Frøm
- 2017 : Cursed Sea, épisode 3 « Capitaine » : un garde prisonnier[31]
- 2017 : SaturdayMan : voix off
- 2018 : L'Épopée temporelle : Léonard de Vinci
- 2019 : Fullmetal Alchemist: Brotherhood en 18 minutes : Alex Louis Armstrong[26]
- 2020 : La Petite Mort : Le Grand Tout (saison 3, épisodes 9 et 10 et saison 4, épisode 12)
- 2021 : Fairy Christmas, épisode La Colère de C. : narrateur

## Doublage
Note : Les années en italique correspondent aux sorties initiales des films dont Éric Legrand a assuré le redoublage ou le doublage tardif.

### Cinéma

#### Films
- Morgan Freeman dans :
  - Robin des Bois, prince des voleurs (1991[n 1]) : Azeem (2e doublage)
  - Impitoyable (1992) : Ned Logan
  - Les Évadés (1994) : Ellis Boyd « Red » Redding
  - Alerte ! (1995) : le général Billy Ford
  - Poursuite (1996) : Paul Shannon
  - Moll Flanders, ou les mémoires d'une courtisane (1996) : Hibble
  - Le Collectionneur (1997) : Alex Cross
  - Amistad (1997) : Théodore Joadson
  - Pluie d'enfer (1998) : Jim
  - Deep Impact (1998) : le président Beck
  - Nurse Betty (2000) : Charlie
  - Le Masque de l'araignée (2001) : Alex Cross
  - Crimes et Pouvoir (2002) : Charles W. Grimes
  - La Grande Arnaque (2004) : Walter Crewes
  - La Guerre des mondes (2005) : le narrateur
  - Edison (2005) : Moses Ashford
  - Batman Begins (2005) : Lucius Fox
  - Une star dans ma vie (2006) : lui-même
  - Slevin (2006) : le Boss
  - Le Contrat (2006) : John Carden
  - Festin d'amour (2007) : Harry Stevenson
  - The Dark Knight : Le Chevalier noir (2008) : Lucius Fox
  - The Code (2009) : Keith Repley
  - L'Incroyable Histoire de Winter le dauphin (2011) : Dr Cameron McCarthy
  - The Dark Knight Rises (2012) : Lucius Fox
  - La Chute de la Maison-Blanche (2013) : Allan Trumbull, le président de la Chambre des représentants des États-Unis
  - Oblivion (2013) : Malcolm Beech
  - Insaisissables (2013) : Thaddeus Bradley
  - Last Vegas (2013) : Archie
  - Transcendance (2014) : Joseph Tagger
  - L'Incroyable Histoire de Winter le dauphin 2 (2014) : Dr Cameron McCarthy
  - Ruth et Alex (2014) : Alex Carver
  - Lucy (2014) : le professeur Samuel Norman
  - L'Honneur des guerriers (2015) : Bartok
  - Ted 2 (2015) : Me Patrick Meighan
  - Code Momentum (2015) : le sénateur
  - La Chute de Londres (2016) : Allan Trumbull, vice-président des États-Unis
  - Insaisissables 2 (2016) : Thaddeus Bradley
  - Ben-Hur (2016) : Cheikh Iderim
  - Braquage à l'ancienne (2017) : Willie Davis
  - Casse-Noisette et les Quatre Royaumes (2018) : Drosselmeyer
  - La Chute du Président (2019) : Allan Trumbull
  - The Poison Rose (2019) : Doc
  - Arnaque à Hollywood (2020) : Reggie Fontaine
  - Un prince à New York 2 (2021) : lui-même
  - Vanquish (2021) : Damon
  - A Good Person (2023) : Daniel
  - 57 Seconds (en) (2023) : Anton Burrell

- James Earl Jones dans :
  - Jardins de pierre (1987) : sergent-major « Goody » Nelson
  - Jusqu'au bout du rêve (1989) : Terence « Terry » Mann
  - À la poursuite d'octobre rouge (1990) : l'amiral James Greer
  - Meteor Man (1993) : Moses
  - Jefferson à Paris (1995) : Madison Hemings
  - Gimme Shelter (2013) : le Père McCarthy

- Tom Lister, Jr. dans :
  - L'Homme de guerre (1994) : Blades
  - Friday (1995) : Deebo
  - Wishmaster 2 (1999) : Tillaver
  - Next Friday (2000) : Debo
  - Confidence (2003) : Harlin

- Michael Dorn dans :
  - Star Trek : Générations (1994) : le lieutenant Commander Worf
  - Star Trek : Premier Contact (1996) : le lieutenant Commander Worf
  - Star Trek : Insurrection (1998) : le lieutenant Commander Worf
  - Star Trek: Nemesis (2002) : le lieutenant Commander Worf

- Brian Cox dans :
  - Braveheart (1995) : Argyle Wallace
  - Au revoir à jamais (1996) : Dr Nathan Waldman
  - The Boxer (1998) : Joe Hamill
  - Remember Me (2019) : Shane

- George Kennedy dans :
  - Y a-t-il un flic pour sauver la reine ? (1988) : Ed Hocken
  - Y a-t-il un flic pour sauver le président ? (1991) : Ed Hocken
  - Y a-t-il un flic pour sauver Hollywood ? (1994) : Ed Hocken

- Garry Chalk dans :
  - Mauvais Piège (2002) : l'agent Chalmers
  - Sweet Virginia (en) (2017) : Lou Hopkins
  - Inquiétude (2023) : Virgil

- Graham Greene dans :
  - Danse avec les loups (1990) : Oiseau bondissant
  - Le Loup et le Lion (2021) : Joe

- Lance Henriksen dans :
  - Jennifer 8 (1992) : Sergent Freddy Ross
  - Super Mario Bros. (1993) : le roi de Dinohattan

- Ernest Borgnine dans :
  - Bienvenue à Gattaca (1997) : Caesar, le vieil homme de ménage
  - Baseketball (1998) : Ted Denslow

- Daniel von Bargen dans :
  - Préjudice (1998) : Granger
  - Le Déshonneur d'Elisabeth Campbell (1999) : le sergent-chef Yardley

- Frankie Faison dans :
  - Oxygen (1999) : Phil Kline
  - I'm Your Woman (2020) : Art

- William S. Taylor (nl) dans :
  - Roméo doit mourir (2000) : Harold
  - Willard (2003) : M. Garter

- Michael Clarke Duncan dans :
  - Comme chiens et chats (2001) : Sam (voix)
  - Spot (2001) : l'agent Murdoch

- John Rhys-Davies dans :
  - Le Médaillon (2003) : le commandant Hammerstock-Smythe
  - King Rising, au nom du roi (2006) : Merrick

- Philip Baker Hall dans :
  - Zodiac (2007) : Sherwood Morrill
  - Monsieur Popper et ses pingouins (2011) : Franklin

- Christopher Lloyd dans :
  - Les Sorcières d'Oz (2011) : le Magicien d'Oz
  - Boundaries (2018) : Stanley

- John Goodman dans :
  - Transformers : L'Âge de l'extinction (2014) : Hound (voix)
  - Transformers: The Last Knight (2017) : Hound (voix)

- Sam Waterston dans :
  - Miss Sloane (2017) : George Dupont
  - Une femme d'exception (2018) : Erwin Griswold

- Kōji Yamamoto (en) dans :
  - Fullmetal Alchemist : La vengeance de Scar (2022) : Alex Louis Armstrong
  - Fullmetal Alchemist : La dernière alchimie (2022) : Alex Louis Armstrong

- 1988 : Split Decisions : Lou Rubia (Carmine Caridi)
- 1988 : Working Girl : Armbrister (Robert Easton)
- 1990 : Joe contre le volcan : Marshall (Ossie Davis)
- 1990 : La Créature du cimetière : Warwick (Stephen Macht)
- 1991 : Robin des Bois, prince des voleurs : Petit Jean (Nick Brimble) (1er doublage)
- 1991 : L'embrouille est dans le sac : Kirkwood (Ken Howard)
- 1992 : Sidekicks : Stone (Joe Piscopo)
- 1993 : Last Action Hero : la Mort (Ian McKellen)
- 1994 : Les Maîtres du monde : Ressler (Yaphet Kotto)
- 1994 : Brainscan : le détective Hayden (Frank Langella)
- 1995 : Mortal Kombat : Goro (Kevin Michael Richardson)
- 1995 : Showgirls : Andrew Carver (William Shockley)
- 1996 : Mars Attacks! : le général Casey (Paul Winfield)
- 1996 : Liens d'acier : Les (Taurean Blacque)
- 1996 : Space Jam : Charlie le coq (Bill Farmer) (voix)
- 1996 : L'Héritage de la haine : Sam Cayhall (Gene Hackman)
- 1996 : Fantômes contre fantômes : Shérif Walt Perry (Troy Evans)
- 1996 : Les Fantômes du passé : Charles Evers (Bill Cobbs) / Walter Williams (Brock Peters)
- 1996 : Le Fan : Coop (Charles Hallahan)
- 1997 : Smilla : le professeur Joannes Loyen (Tom Wilkinson)
- 1997 : L'Idéaliste : Butch (Adrian Roberts)
- 1998 : Minuit dans le jardin du bien et du mal : Sonny Seiler (Jack Thompson)
- 1998 : Hors d'atteinte : Daniel Burdon (Wendell B. Harris Jr. (en))
- 1998 : La Légende du pianiste sur l'océan : Danny Boodmann (Bill Nunn)
- 1999 : Perpète : Willie Long (Obba Babatundé)
- 2000 : Company Man : le sénateur Biggs (Jeffrey Jones)
- 2001 : A.I. Intelligence artificielle : Teddy (Jack Angel)
- 2001 : Docteur Dolittle 2 : le juge B. Duff (Victor Raider-Wexler)
- 2002 : Star Wars, épisode II : L'Attaque des clones : Lama Su (Anthony Phelan (es))
- 2002 : Arac Attack, les monstres à huit pattes : Léon (Jay Arlen Jones)
- 2002 : Le Seigneur des anneaux : Les Deux Tours : Ugluk (Nathaniel Lees (en))
- 2002 : Arrête-moi si tu peux : Paul Morgan (Steve Eastin)
- 2003 : La Ligue des gentlemen extraordinaires : le capitaine Nemo (Naseeruddin Shah)
- 2003 : Le Divorce : Piers Janely (Stephen Fry)
- 2003 : Le Maître du jeu : juge Harkin (Bruce McGill)
- 2003 : Les Looney Tunes passent à l'action : Charlie le coq (Jeff Bennett) et Taz (Brendan Fraser) (voix)
- 2003 : Elfe : le père Noël de chez Gimbel (Artie Lange)
- 2004 : Pusher 2 : Du sang sur les mains : le Duc (Leif Sylvester Petersen (en))
- 2005 : Serenity : Shepherd Book (Ron Glass)
- 2005 : Dirty : Spain (Keith David)
- 2006 : Le Prestige : le juge (Daniel Davis)
- 2006 : Rocky Balboa : Chuck Johnson (Charles Johnson)
- 2007 : Smiley Face : le narrateur (Roscoe Lee Browne)
- 2009 : Le Monde (presque) perdu : Enik (John Boylan (en))
- 2010 : Harry Potter et les Reliques de la Mort, partie 1 : Gellert Grindelwald (Michael Byrne)
- 2011 : La Planète des singes : Les Origines : César (Andy Serkis)
- 2011 : Numéro Quatre : le principal Simms (Garrett M. Brown)
- 2013 : Max Rose : Lee Miller (Lee Weaver (en))
- 2014 : The Homesman : le révérend Dowd (John Lithgow)
- 2015 : Bad Asses on the Bayou : Earl Morgan (John Amos)
- 2016 : Ma vie de chat : Stein (Serge Houde)
- 2016 : Bad Santa 2 : le distributeur des costumes de l'association (Dean Hagopian (en))
- 2017 : The Hero : Lee Hayden (Sam Elliott)
- 2017 : Section 99 : l'examinateur (Mike Hodge (en))
- 2019 : La Plateforme
- 2020[n 2] : Cours ma jolie, cours : ? (?)
- 2021 : L'Homme de l'eau (en) : Edward Schaal / l'Homme de l'eau (Ted Rooney (en))
- 2021 : Space Jam : Nouvelle Ère : Charlie le coq (Jeff Bergman) (voix)
- 2022 : Perdus dans l'Arctique : Neergaard (Charles Dance)
- 2022 : Firestarter : Irv Manders (John Beasley)
- 2023 : La Couleur pourpre : le père d'Albert (Louis Gossett Jr.)

#### Films d'animation
- 1973 : Robin des Bois : le roi Richard « Cœur de Lion » (fin alternative, incluse dans le DVD)
- 1977 : Bugs Bunny : Joyeuses Pâques (en)[1] : Charlie le coq (doublage tardif)
- 1980 : Daffy Duck : L'Œuf-orie de Pâques : Charlie le coq[1] (second doublage, court métrage)
- 1987 : Manie Manie : Bob Stone (doublage tardif, 1997)
- 1989 : Le Petit Dinosaure et la Vallée des merveilles : le grand-père de Petit-Pied (1er doublage)
- 1990 : Les Jetson, le film : Alfredo Falbala
- 1993 : Les Quatre Dinosaures et le Cirque magique : Rex
- 1994 : Felidae : Kong
- 1997 : Hercule : Zeus
- 1998 : Le Monde magique de la Belle et la Bête : Baignoire
- 1998 : Fievel et le Trésor perdu : De La Ferulle
- 1999 : Fantasia 2000 : James Earl Jones
- 2000 : Titi et le Tour du monde en 80 chats : Charlie le coq
- 2001 : Barbie dans Casse-noisette : le grand-père Drosselmeyer
- 2001 : Scooby-Doo et la Cybertraque : Le professeur Robert Kaufman
- 2002 : Barbie, princesse Raiponce : Hugo
- 2002 : Le Nautilus : 20.000 lieues sous les mers[1] : ?
- 2002 : Mickey, le club des méchants : le commissaire Finot
- 2002 : L'Enfant qui voulait être un ours : voix additionnelles[12]
- 2002 : Sabrina au royaume des sorcières : l'arbre de la sagesse
- 2003 : Le Château dans le ciel : le Général
- 2005 : Fullmetal Alchemist: Conqueror of Shamballa : Alex Louis Armstrong
- 2006 : Lucas, fourmi malgré lui : le Chef du conseil
- 2006 : Franklin et le Trésor du lac : voix additionnelles[12]
- 2006 : La Citadelle assiégée : voix additionnelles[12]
- 2007 : Barbie, princesse de l'île merveilleus : le ministre Royal
- 2007 : Blanche-Neige, la suite : le narrateur[12]
- 2007 : Tom et Jerry casse-noisettes : le fabricant de Jouets
- 2010 : L'Apprenti Père Noël : le Père Noël[12]
- 2011 : Fullmetal Alchemist : L'Étoile sacrée de Milos : Alex Louis Armstrong
- 2011 : Rango : Buford, le barman
- 2013 : Fairy Tail, le film : La Prêtresse du Phœnix : Org, Taurus, l'Ancien
- 2013 : L'Apprenti Père Noël et le Flocon magique : le Père Noël[12]
- 2014 : La Grande Aventure Lego : Vitruvius[n 3]
- 2015 : Batman Unlimited : L'Instinct animal : Silverback
- 2015 : Looney Tunes : Cours, lapin, cours : Charlie le coq
- 2016 : L'Âge de glace : Les Lois de l'Univers : le narrateur (et Neil deBuck Weasel, le scientifique dans la tête de Buck)
- 2016 : Tous en scène : le grand-père de Meena
- 2016 : Le Petit Dinosaure : L'Expédition héroïque : le narrateur
- 2018 : L’Envol de Ploé (en) : Shadow
- 2021 : Même les souris vont au paradis : l'écrevisse et la baleine
- 2024 : Le Grand Noël des animaux : le Père Noël

#### Courts métrages d'animation
- 2005 : Exit de l'ESMA : le docteur[12]
- 2007 : La P'tite Ourse de JPL Films[12]
- 2007 : Hugh de l'ESMA : le chaman
- 2012 : Rebelote de l'ESMA : Hurk
- 2014 : La Fenêtre de l'ESMA[12]
- 2016 : Asteria de l'ESMA : Marcus[12]
- 2016 : Ad Vitam Aeternam de l'ESMA : l'Ankou
- 2017 : Achoo de l'ESMA[12]
- 2018 : Pain noir de Pôle 3D[12]
- 2019 : Love is in the Air de l'ESMA[12]
- 2020 : Last Groove de l'ESMA : Moog
- 2022 : Le Cri du Silence de Pôle 3D
- 2023 : Fouillis Feuillu : le narrateur

### Télévision

#### Téléfilms
- 1999 : Atomic Train : Reuben Castillo (Blu Mankuma)
- 1999 : La Vie secrète d'une milliardaire : Buck Duke (Joe Don Baker)
- 2001 : Attila le Hun : le narrateur [Qui ?] (voix)
- 2008 : Anaconda 3 : L'Héritier : Peter Murdoch (John Rhys-Davies)
- 2009 : Des mains en or : le pasteur Ford (Reuben Yabuku)
- 2009 : Un regard sur le passé : Hank Bentley (Peter Jason)
- 2010 : La prophétie de l'oracle : Tesselink (Christopher Lloyd)
- 2011 : 9 mois et un coussin : Harry Vandenberg (Dieter Hallervorden)
- 2011 : Face à la tornade : Stephen Winters (Todd Duckworth)
- 2013 : Muhammad Ali's Greatest Fight : Chauncey Eskridge (Chuck Cooper (en))
- 2014 : Une ombre sur le mariage : Eddie Breen (Julian Christopher (en))
- 2020 : Embarquement pour Noël : le capitaine Chet Jenkins (Brett Rice (en))
- 2023 : Un souhait magique pour Noël : Jeff (Gerry Mendicino)

#### Téléfilms d'animation
- 2003 : Puissance 3 (en)
- 2004 : Inspecteur Gadget : Affaire inclassable : Dr Gang
- 2004 : Zorro l'Indomptable
- 2006 : Le Noël des Looney Tunes : Charlie le coq

#### Séries télévisées
- Frankie Faison dans :
  - Sur écoute (2002-2008) : le commissaire Ervin H. Burrell (47 épisodes)
  - Grey's Anatomy (2009-2020) : William Bailey (4 épisodes)
  - Lie to Me (2010) : Teddy (saison 3, épisode 8)
  - The Village (en) (2019) : Ron Davis (10 épisodes)
  - Blacklist (2021) : Abraham Moores (saison 8, épisode 5)
  - The Rookie : Le Flic de Los Angeles (2022) : Christopher « Cutty » Clark (saison 4, épisodes 19 et 20)
  - The Rookie: Feds (2022-2023) : Christopher « Cutty » Clark
  - Hello Tomorrow! (2023) : Buck Manzell (4 épisodes)
- Tyrees Allen (en) dans :
  - Alias (2005) : Gordon Dean (6 épisodes)
  - Women's Murder Club (2007-2008) : l'inspecteur Warren Jacobi (13 épisodes)
  - Lie to Me (2009) : Chairman Baldridge (saison 1, épisode 1)
  - Criminal Minds: Suspect Behavior (2011) : l'inspecteur Dave Richardson (épisode 8)
  - Castle (2012) : Harvey Milton (saison 5, épisode 2)
- Morgan Freeman dans :
  - Madam Secretary (2015-2017) : le président de la cour suprême (3 épisodes)
  - La Méthode Kominsky (2021) : Morgan Freeman (saison 3, épisode 4)
  - Solos (2021) : Stuart (mini-série)
  - Les Muppets Rock (en) (2023) : Morgan Freeman (épisode 7)
  - Opérations Spéciales : Lioness (2023-2024) (1re voix, saisons 1 et 2 jusqu'à l'épisode 3) : Edwin Mullins
- Ron Canada (en) dans :
  - Weeds (2006) : Joseph (4 épisodes)
  - Brothers and Sisters (2006) : le brigadier général Hendrix (saison 1, épisode 10)
  - The Strain (2015) : le maire George Lyle (6 épisodes)
  - The Orville (2017-2019) : l'amiral Tucker (3 épisodes)
- Richard Gant dans :
  - Bones (2008) : Arthur Lang (saison 4, épisode 3)
  - Bunheads (2012) : Michael (épisodes 8 et 10)
  - The Mindy Project (2012-2017) : Melville Fuller (7 épisodes)
  - NCIS : Los Angeles (2022-2023) : Raymond Hanna (7 épisodes)
- Daniel von Bargen dans :
  - À la Maison-Blanche (2000) : le général Ken Shannon (2e voix - saison 2, épisode 10)
  - Malcolm (2000-2002) : le commandant Edwin Spangler (15 épisodes)
  - FBI : Portés disparus (2003) : le chef Patrick Finn[32] (saison 2, épisode 8)
- Ron Glass dans :
  - Firefly (2002-2003) : Shepherd Derrial Book (14 épisodes)
  - Shark (2006-2007) : le juge Stewart Fenton (3 épisodes)
  - Marvel : Les Agents du SHIELD (2013-2014) : Dr Streiten (saison 1, épisodes 1 et 11)
- Robert Gossett dans :
  - The Closer : L.A. enquêtes prioritaires (2005-2012) : le commandant Russell Taylor (109 épisodes)
  - Major Crimes (2012-2016) : le chef-adjoint Russell Taylor (50 épisodes)
  - Les Feux de l'amour (2020) : Dan Szymborski (épisode 11938)
- Clarke Peters dans :
  - US Marshals : Protection de témoins (2009) : Norman Baker / Norman Danzer (saison 2, épisode 7)
  - Show Me a Hero (2015) : Robert Mayhawk (mini-série)
  - Blacklist: Redemption (2017) : Richard Whitehall (épisodes 7 et 8)
- Louis Gossett Jr. dans :
  - Extant (2014-2015) : Quinn, le père de Molly (4 épisodes)
  - The Good Fight (2017) : Carl Reddick (saison 1, épisode 8)
  - Hawaii 5-0 (2018) : Percy Senior, le père de Lou (saison 9, épisode 8)
- Graham Greene dans :
  - The Last of Us (2023) : Marlon (saison 1, épisode 6)
  - Jane (2023) : James (saison 1, épisode 9)
  - Echo (2024) : Skully (mini-série)
- Daniel Benzali dans :
  - Murder One (1995-1996) : Theodore « Ted » Hoffman (23 épisodes)
  - Au-delà du réel : L'aventure continue (1997) : Graham Reifield (saison 3, épisode 3)
- Blu Mankuma dans :
  - Stargate SG-1 (2002) : le shérif Knox (saison 6, épisode 5)
  - Smallville (2010) : Franklin W. Stern (saison 9, épisode 18)
- Earl Billings (en) dans :
  - Le Protecteur (2002) : l'inspecteur (saison 1, épisode 18)
  - Urgences (2003) : Ray Jamison (saison 9, épisode 21)
- Tony Todd dans :
  - 24 Heures chrono (2004-2009) : l'inspecteur Michael Norris / le colonel Benjamin Juma (7 épisodes)
  - The Event (2010) : le général Whitman (épisodes 1 et 8)
- Willie C. Carpenter (en) dans :
  - Devious Maids (2014) : Kenneth Miller (10 épisodes)
  - Outcast (2016) : Norville (3 épisodes)

- 1984 : Deux Flics à Miami : Richard Cain (Terry O'Quinn) (saison 1, épisode 11)
- 1984-1985 : Rick Hunter : le capitaine Dolan (John Amos) (13 épisodes)
- 1988 : MacGyver : Deux-Aigles (Floyd Westerman) (saison 3, épisode 17)
- 1989 / 1993 : Un cas pour deux : Rüdiger Hillmann (Klaus Guth (de)) (saison 9, épisode 6), Diedenhofen (Fritz Müller-Scherz (de)) (saison 13, épisode 6)
- 1993 : X-Files : Aux frontières du réel : le chef de section Joseph McGrath (Frederick Coffin) (saison 1, épisode 10)
- 1993 : Le Rebelle : Kavanaugh (Frederick Coffin) (saison 1, épisode 11)
- 1994 : Scarlett : Grand Sam (Paul Winfield)
- 1994 : Le Retour des Incorruptibles : Hatcher (Roderick Peeples) (saison 2, épisode 10)
- 1995-1996 : Le Client (en) : le juge Harry Roosevelt (Ossie Davis) (14 épisodes)
- 1996 : MillenniuM : l'inspecteur Thomas (William Lucking) (saison 1, épisode 12)
- 1996 : La Vie de famille : Chazz (Steven Benjamin Davis) (saison 7, épisode 23)
- 1998 : Merlin : le Rocher de l'éternité (James Earl Jones) (mini-série, voix)
- 1998 : De la Terre à la Lune : James E. Webb (Dan Lauria), Hal Deacon (John M. Jackson) (mini-série)
- 1998-1999 : Mortal Kombat: Conquest : Shao Khan (Jeffrey Meek) (22 épisodes)
- 1999-2000 : Roswell : River Dog (Ned Romero (en)) (3 épisodes)
- 2000-2001 : Queer as Folk : le directeur du Q-Market [Qui ?]
- 2001 / 2004 : Inspecteur Barnaby : Ade Jessell (Philip Whitchurch (en)) (saison 4, épisode 5) et Per Hansen (Malcolm Tierney (en)) (saison 7, épisode 3)
- 2002 : FBI : Portés disparus : Frankie (Thom Barry) (saison 1, épisode 1)
- 2002 : À la Maison-Blanche : Robbie Mosley (Gregory Alan Williams) (2e voix)
- 2002 : The Shield : Bryce Wyms, le père de Claudette (Roscoe Lee Browne) (saison 1, épisode 9)
- 2003-2005 : New York 911 : le capitaine Cathel « C.T. » Finney (Charles Haid) (10 épisodes)
- 2004 : New York, unité spéciale : le juge Donald Harris (Gary Werntz) (saison 6, épisode 6)
- 2004 : New York Police Blues : Joe Brockhurst (Ron Dean (en))
- 2004 : Century City : Ralph Shkolnik (Graham Beckel)
- 2006 : Ghost Whisperer : Bob le bagagiste (Jay Powell) (saison 2, épisode 1)
- 2006-2012 : Vie sauvage : Anders Du Plessis (Deon Stewardson (en)) (66 épisodes)
- 2008 : Underbelly : Graham Kinniburgh (Gerard Kennedy) (8 épisodes)
- 2008 : Fear Itself : George Clayton (Eric Keenleyside) (épisode 13)
- 2008 : Terminator : Les Chroniques de Sarah Connor : le pasteur Jonas (William Stanford Davis (en))
- 2009 : Brothers and Sisters : Peter Madsen (Joe Morton) (saison 4, épisodes 3 et 4)
- 2009-2018 : NCIS : Enquêtes spéciales : Robert King (Peter Jason) (saison 6, épisode 21 et saison 15, épisode 22), Leroy Jethro Moore (Billy Dee Williams) (saison 10, épisode 5) et Lamar Addison (Ben Vereen) (saison 11, épisode 11)
- 2010 : Breaking Bad : le narrateur pour la publicité de Los Pollos Hermanos (Fernando Escandon) (saison 3, épisode 9)
- 2011 : Boardwalk Empire : Isaac Ginsburg (Peter Van Wagner (simple)) (7 épisodes)
- 2011 : Body of Proof : Al Chapman (Barry Shabaka Henley)[33] (saison 1, épisode 2)
- 2011 : Leverage : Charlie Lawson (Danny Glover)[33] (saison 4, épisode 4)
- 2011 : American Horror Story : l'inspecteur Granger (Charles S. Dutton) (saison 1, épisodes 10 et 12)
- 2011 : Supernatural : Warren (Julian Christopher (en)) (saison 7, épisode 4)
- 2013 : Vikings : Tostig (Angus MacInnes) (saison 1, épisodes 6 et 7)
- 2013 : Mob City : Bunny (Ernie Hudson) (épisodes 4 et 5)
- 2014-2019 : Jane the Virgin : le narrateur (Anthony Mendez) (99 épisodes, voix)
- 2015 : Blue Bloods : Elliot North (Mike Hodge (en)) (saison 6, épisode 9)
- 2016 : Alerte Contagion : Bert (Charles Black) (mini-série)
- 2016-2017 : Man vs Geek : Roland (Stephen Fry) (13 épisodes)
- 2017 : Shots Fired : Eddie Beck (L. Warren Young) (mini-série)
- 2017 : Les Demoiselles du téléphone : l'inspecteur Beltrán (Carlos Kaniowsky) (8 épisodes)
- 2017 : Life in Pieces : Gavin (Leslie David Baker) (saison 2, épisode 13)
- 2017-2019 : Dino Dana (en) : M. Hendrickson (Bill Cobbs) (6 épisodes)
- 2018 : Les Désastreuses Aventures des orphelins Baudelaire : Hal (David Alan Grier) (saison 1, épisodes 1 et 2)
- 2018 : The Team : Henning Schultz (Waage Sandø (da))
- 2018 : La Foire aux vanités : John Osborne (Robert Pugh) (mini-série)
- 2018 : Suits : Avocats sur mesure : Stanley Gordon (Bruce McGill) (3 épisodes)
- 2018 : Chicago Med : Ray Burke (Dennis Cockrum (ga)) (4 épisodes)
- 2018-2023 : A Million Little Things : Walter Howard (Lou Beatty Jr.) (23 épisodes)
- 2019 : Bull : Daniel Miller (Art McFarland (en)) (saison 4, épisode 6)
- 2019-2023 : Servant : l'oncle George (Boris McGiver) (11 épisodes)
- 2020 : The Forgotten Army : Sodhi âgé (M. K. Raina (en)) (mini-série)
- 2021 : The Witcher : Codringher (Simon Callow) (saison 2, épisode 6)
- 2021 : Docteure Doogie (en) : Will (Barry Bostwick) (saison 1, épisode 1)
- 2022 : Pourquoi pas Evans ? (it) : Coroner (Trevor Cooper) (mini-série)
- 2022 : The Dropout : George Shultz (Sam Waterston) (mini-série)
- 2022 : The Crown : Marmaduke Hussey (Richard Cordery) (saison 5, épisode 8)
- 2023 : Star Trek: Picard : Worf (Michael Dorn)
- 2023 : Tiny Beautiful Things : James (Roger Aaron Brown)
- 2023 : Sissi : Karl Franz Erzherzog (Daniel Friedrich) (saison 3)
- 2023/2024 : FBI: Most Wanted : M. Barnes (Kevyn Morrow (en)) (saison 4, épisode 15) et Ray Cannon Sr. (Steven Williams) (saison 5) (1re voix)
- 2024 : Hacks : Larry Arbuckle (Christopher Lloyd) (saison 3, épisode 7)

#### Séries télévisées d'animation
- 1946-1963 : Charlie le coq : Charlie le coq (3e voix, doublages de 1997)
- 1954-1964 : Taz, le diable de Tasmanie : Taz (2de voix, doublages de 1997)
- 1987 : Cathy la petite fermière : le cousin de M. Recola (épisode 19)
- 1987 : Rahan, fils des âges farouches : le chef du village (épisode 14)
- 1990-1992 : Sharky et Georges : Sharky
- 1991 : Science Cartoon : Théodor le tigre
- 1991-1992 : Super Baloo : Baloo
- 1991-1992 : La Compète[34] : M. Albert
- 1992 : Batman : le Maire Hill (2e voix, saison 1, épisode 5) et Arnold Stromwell (1re voix, saison 1, épisode 12)
- 1992-1993 : Les Misérables : voix additionnelles
- 1993 : Chip et Charly : Fafnir
- 1994 : La Petite Sirène : le commandant Shabada
- 1994 : Davy Crockett : le père de Rebecca[1]
- 1994-1998 : Animaniacs : le narrateur des Nouvelles des stars
- 1995 : Gargoyles, les anges de la nuit : Goliath, Thailog
- 1996 : Action Man : Missions extrêmes[35] : Docteur X
- 1996 : Kangoo : Sammy
- 1996-2000 : Titi et Grosminet mènent l'enquête : Charlie le coq, le narrateur, voix additionnelles
- 1997 : Dragon Flyz : Dread Wing
- 1997 : Ivanhoé, chevalier du roi : Front-de-Bœuf
- 1997 : Iria - Zeiram the Animation : Bob
- 1997 : Le Livre de la jungle, souvenirs d'enfance : Baloo adulte (seulement dans les compilations vidéo Les petits sauvages et Une mémoire d'éléphant)[36]
- 1997 : Drôles de monstres : le père de Krumm
- 1998 : SOS Croco : Barry
- 1998 : Michel Strogoff : voix additionnelles
- 1998 : Timon et Pumbaa : le leader des éléphants (épisode La Petite Souris triste), Boris, Le yéti (épisode Pique et Pique et sèche tes larmes) et l’ours (épisode Un drôle de voisin)
- 1998-1999 : Les Aventures des Pocket Dragons : Sir Nigel
- 1998-1999 : Hercule : Zeus
- 1999 : Alix : voix additionnelles
- 1999-2000 : Triple Z : Zanzibar
- 1999-2000 : Great Teacher Onizuka : le père de Miyabi, Mizuchima, le réalisateur de cinéma
- 1999-2002 : Rougemuraille : Frère Mathusalem, Ombre, M. Taupe, Roland la Hache
- 2000 : Équipières de choc : le patron de l'auto-école (épisode 27)
- 2000 : Argaï, la prophétie : Pacha
- 2000 : Spy Groove (en) : le narrateur
- 2000 : Chris Colorado : l'amiral Jack Mitchell
- 2001 : Momie au pair : Akeltonton
- 2001-2003 : Tous en boîte : Zeus, le commissaire Finot, Horace Horsecollar (Qui est qui)
- 2001-2008 : Billy et Mandy, aventuriers de l'au-delà : Hector Con Carne
- 2002 : Totally Spies! : Edison (épisode 20)
- 2002-2003 : Gadget et les Gadgetinis : Dr Gang et le général Sir
- 2002-2006 : Kangoo Juniors : Sammy, le père Mathieu, Balthazar Di, Django
- 2003 : Chocotte minute : voix additionnelles
- 2003 : Martin Mystère : le maire McConey (saison 2, épisode 2)
- 2004 : Submarine Super 99 : ZellBerd et le narrateur
- 2004 : Teen Titans : Les Jeunes Titans : le narrateur (saison 2, épisode 20)
- 2004 : Vil Con Carne : Hector Con Carne
- 2005 : Fullmetal alchemist : Alex Louis Armstrong
- 2005 : W.I.T.C.H. : Vathek, le père de Irma Lair, voix additionnelles
- 2005-2007 : MÄR : Babbo
- 2005-2007 : Juniper Lee : le roi d'Aqualandia
- 2007-2008 : Le Petit Dinosaure : M. Gros Nez
- 2007-2010 : La Famille Trompette : le grand-père Trompette
- 2008-2010 : Wakfu : Grougaloragran et le narrateur
- 2008 : Les Loonatics : Massive
- 2009[n 4] : Archer : Crenshaw (saison 1, épisode 1)
- 2010 : Tara Duncan : Maître Chem
- 2010 : Angel Heart : Mammouth
- 2010 : Super Hero Squad : Ronan l'Accusateur (2e voix)
- 2010 : Gurren Lagann : le Grand Prêtre Magin (épisodes 5 et 23), l'ancien (épisode 21)
- 2011 : Fullmetal Alchemist: Brotherhood : Alex Louis Armstrong, Zampano, le général Gruman (2e voix), voix diverses
- 2011 : Fairy Tail : Alya, Taurus, Org, Baislogia, Lawbawl, Skiadrum
- 2011 : Mon ami Grompf : Grompf / voix additionnelles
- 2011 : Débil Starz : Sherlock Holmes (épisode Blackchapel)
- 2011-2014 : Looney Tunes Show : Charlie le coq
- 2012 : Thundercats : Jaga et le narrateur
- 2012 : Tony et Alberto : Maciste
- 2012[n 5] : JoJo's Bizarre Adventure : Phantom Blood : Tonpetty
- 2014 : Kung Fu Panda : L'Incroyable Légende : Lun
- 2015 : Heidi : le grand-père d'Heidi
- 2015-2020 : Bugs ! Une production Looney Tunes : Charlie le coq
- 2018 : Martin Matin : voix diverses (saison 4)
- 2020 : Scooby-Doo et Compagnie : Morgan Freeman (saison 2, épisode 2)
- 2020-2023 : Looney Tunes Cartoons : Charlie le coq
- 2021 : So I'm a Spider, So What? : le roi Analeit
- 2022 : Le Cuphead Show ! : le Père Noël
- 2022 : Overlord : Osk
- 2022 : Bugs Bunny Constructeurs : Charlie le coq et le maire
- 2023 : American Dad! : Morgan Freeman (saison 18, épisode 10)
- 2023-2024 : Tiny Toons Looniversité : Charlie le coq

#### Émissions de télévision
- Les Guignols de l'info : voix off
- à partir de 2011 : La Chaîne du père Noël : le père Noël
- 2017 : Groland : voix off
- à partir de 2018 : C'est vous qui le dites (RTBF) : voix off
- 2019-2020 : Boyard Land : voix off

Benoît Allemane est également l'une des voix off des programmes de TF1 de 1984 à 1994, époque où la chaîne remplace peu à peu ses speakerines.

### Documentaires (voix off)
- Morgan Freeman dans :
  - Voyage dans l'espace-temps (2010) : narrateur
  - The Story of God (en) (2016) : le narrateur
  - Grandes évasions avec Morgan Freeman (2021)
  - La Vie sur notre planète (2023) : narrateur
- Neil deGrasse Tyson dans :
  - Cosmos : Une odyssée à travers l'univers (2014) : narrateur
  - Cosmos: Nouveaux Mondes (2020) : narrateur
- 2001 : National Geographic : À la recherche de l’arche de Noé / À la rencontre du déluge : narrateur
- 2012 : Expédition Abanda : À la recherche du crocodile orange : narrateur
- 2013 : Le Fabuleux Destin de Sian l'éléphant : le gardien
- 2017 : Les Lois de l'attraction mentale : narrateur[37],[38]
- 2017 : Maroc, l'innocence sacrifiée : narrateur
- 2018 : Histoires de timbres - Histoire de La Poste (série de courts documentaires) : le narrateur[39]
- 2021 : Le Droit d'être américain : Histoire d'un combat : lui-même (Graham Greene)
- 2021 : Le Léopard aux yeux de jade : le narrateur (National Geographic)
- 2022 : 100 jours au château de Versailles (6 x 52') : narrateur
- 2023 : La Vie de notre planète (documentaire original Netflix) : narrateur pour raconter l'évolution et la vie des dinosaures au fil du temps
- 2023 : 39-45 : Elles n'ont rien oublié de Germain et Robin Aguesse (documentaire retraçant le destin de quatre Françaises durant la Seconde Guerre mondiale) : narrateur
- 2024 : Au fil de la crue de Valentin Mauro, documentaire animalier qui suit l'évolution d'une crue dans le Marais poitevin : voix off
- 2024 : Ascq 44 : les Martyrs du Nord de Germain et Robin Aguesse (documentaire centré sur le massacre méconnu d'Ascq, survenu dans la nuit du 1er au 2 avril 1944) : narrateur
- Vivre comme les Sims (pendant 24h) de Joyca sur YouTube : voix off
- Mamytwink, Histoires de guerre : Les Mystères de l'assassinat de JFK sur YouTube : voix off
- ordre de la Rose-Croix : voix off occasionnelle de la chaine YouTube de l'ordre

### Jeux vidéo
- 1992 : Alone in the Dark : le conteur de certains livres
- 1993 : Alone in the Dark 2 : le conteur de certains livres
- 1993 : The 7th Guest : Edward Knox
- 1993 : Link: The Faces of Evil : le roi Harkinian, Morshu le vendeur, Kulvan, Militron, Droolik et Glutko
- 1995 : Alone in the Dark 3 : le conteur de certains livres
- 1995 : Full Throttle : Darrel, Quohog le barman et Bolus
- 1996 : Blazing Dragons : le roi Artifur
- 1996 : Une poupée pleine aux as (en) : Mac
- 1996 : Toonstruck : le garde des toilettes
- 1996 : The Pandora Directive : Jackson Cross
- 1997 : Krush Kill n' Destroy (KKnD) : le narrateur et le général des Survivants
- 1997 : Lands of Lore: Guardians of Destiny : le Draracle
- 1998 : John Saul's Blackstone Chronicles : L'Asile maudit : Malcolm Metcalf
- 1998 : Age of Empires : Conquests of the Ages[n 6] : le narrateur
- 1999 : Hype: The Time Quest : Zatila
- 1999 : Legacy of Kain: Soul Reaver : Kain, l'Ancien
- 1999 : Might and Magic VII : Pour le sang et l'honneur : Seigneur Markham et voix joueur
- 1999 : The Longest Journey : Émissaire du peuple Obscur et de l'Esprit des bois
- 1999 : Star Wars: X-Wing Alliance : le commandant du croiseur Défiance
- 1999 : Star Wars, épisode I : La Menace fantôme : les droïdes de combat, le pêcheur de Naboo et un marchand de l'Arène de Mos Espa
- 2000 : Looney Tunes Space Race : Charlie le coq et Taz
- 2000 : Le Livre de la Jungle : Groove Party (en) : Baloo[40]
- 2000 : Kessen : le narrateur
- 2000 : Looney Tunes Racing : Charlie le coq / Taz
- 2000 : Bugs Bunny et Taz : La Spirale du temps : Taz
- 2001 : Diablo II : Qual Kehk
- 2001 : Harry Potter à l'école des sorciers : Hagrid
- 2001 : Le Roi Lion : La Formidable Aventure de Simba (es) : Mufasa
- 2001 : Legacy of Kain: Soul Reaver 2 : Kain l'Ancien
- 2001 : Star Wars: Galactic Battlegrounds : Boss Gallo
- 2002 : Blood Omen 2: Legacy of Kain : Kain
- 2002 : Taz Wanted : Taz
- 2002 : Loons: Le Combat pour la Gloire : Taz
- 2003 : Legacy of Kain: Defiance : Kain
- 2003 : Les Looney Tunes passent à l'action : Charlie le coq / Taz
- 2004 : Halo 2 : Tartarus
- 2004 : Call of Duty : Le Jour de gloire : le narrateur / le général Leonid Belov
- 2004 : Scaler (en) : Looger
- 2004 : Sherlock Holmes : La Boucle d'argent : Sherlock Holmes
- 2005 : Batman Begins : Lucius Fox
- 2005 : Fahrenheit : l'officier Martin McCarthy / le père de Lukas Kane / un membre du conseil des Oranges
- 2005 : Guild Wars : le héros spectral
- 2005 : Jade Empire : Ya Zhen dit « L’Autre »
- 2005 : MediEvil Resurrection : le narrateur / la Mort
- 2005 : New York, police judiciaire : Jeu, Set et Meurtre (en) : l'inspecteur Lennie Briscoe
- 2006 : Gothic 3 : différents orcs
- 2006 : Guild Wars Nightfall : le narrateur / le général Morgahn
- 2006 : Kingdom Hearts 2 : Yen Sid
- 2006 : Les Aventures de Sherlock Holmes : La Nuit des sacrifiés : Sherlock Holmes
- 2006 : Call of Duty 3 : En marche vers Paris : le narrateur
- 2006 : Titan Quest : l'empereur de Jade / Demodocus / Evander / personnages divers
- 2006 : Ankh : le père d'Assil
- 2007 : Command and Conquer 3 : Les Guerres du Tiberium : le narrateur du Nod
- 2007 : Les Simpson, le jeu : Commentateur du musée de l'espace
- 2007 : Mass Effect : Sovereign
- 2007 : Sherlock Holmes contre Arsène Lupin : Sherlock Holmes
- 2007 : STALKER: Shadow of Chernobyl : Doc
- 2007 : The Witcher : Vesemir
- 2007 : Overlord : l'aubergiste
- 2007 : Looney Tunes: Acme Arsenal : Charlie le coq et Taz
- 2008 : Age of Conan: Hyborian Adventures : Kalanthès, prêtre d'Ibis
- 2008 : Command and Conquer 3 : La Fureur de Kane : le narrateur du Nod
- 2008 : Fable II : l'Abbé d'Oakfield
- 2008 : Le Pic rouge : L'Auberge de l'alpiniste mort : Alek Snevar
- 2008 : World of Warcraft: Wrath of the Lich King : Sartharion
- 2008 : Looney Tunes: Cartoon Concerto (en) : Charlie le coq / Taz
- 2009 : Sherlock Holmes contre Jack l'Éventreur : Sherlock Holmes
- 2009 : Warhammer 40,000: Dawn of War II : la voix off du QG des Space Marines, Cyrus, Martellus et Techmarines
- 2009 : Damnation : le professeur Charles Winslow
- 2009 : Anno 1404 : le narrateur
- 2009 : Risen : l'inquisiteur Mendoza
- 2009 : Dragon Age: Origins : Duncan
- 2009 : The Saboteur : Duval Mingo et personnages secondaires allemands
- 2009 : Brütal Legend : Pitboss
- 2010 : Alan Wake : Pat Maine, l'animateur radio nocturne de KBF-FM
- 2010 : BioShock 2 : Charles Milton Porter (DLC L'antre de Minerve)
- 2010 : Dante's Inferno : Alighiero, le père de Dante
- 2010 : Epic Mickey : Yen Sid
- 2010 : Heavy Rain : Manfred
- 2010 : Mass Effect 2 : Patriarche et Gatatog Uvenk
- 2010 : Tom Clancy's Splinter Cell: Conviction : Lucius Galliard
- 2011 : Star Wars: The Old Republic : le colonel Grang
- 2011 : DC Universe Online : Lucius Fox
- 2011 : Les Sims Medieval : la voix off du prologue et Duc Kendoh
- 2011 : Skylanders: Spyro's Adventure : Stump Smash
- 2012 : Les Royaumes d'Amalur : Reckoning : le Nyralim
- 2012: Diablo III : Zoltun Kulle
- 2012 : Epic Mickey 2 : Le Retour des héros : Yen Sid
- 2012 : Hitman: Absolution : l'inspecteur Cosmo Faulkner et voix additionnelles
- 2012 : Skylanders: Giants : Stump Smash et Tree Rex
- 2012 : Lego Le Seigneur des anneaux : Saroumane
- 2013 : BioShock Infinite : le premier fanatique
- 2013 : DmC: Devil May Cry : Phinéas
- 2013 : Rayman Legends : le Bulleur des rêves
- 2013 : Sonic Lost World : Zavok
- 2013 : StarCraft 2: Heart of the Swarm : Zurvan / l'Ancien
- 2013 : Tearaway : le narrateur
- 2013 : PlayStation All-Stars Battle Royale : le narrateur de l'histoire de Daniel Fortesque
- 2014 : WildStar : l'Archonte
- 2014 : Final Fantasy XIV: A Realm Reborn: Ramuh
- 2014 : Skylanders: Trap Team : Buzz l'entraîneur des Skylanders
- 2014 : Borderlands: The Pre-Sequel : le Mérif
- 2014 : Assassin's Creed Rogue : Juhani Otso Berg
- 2014 : Project Spark : le narrateur
- 2014 : Hearthstone: Heroes of Warcraft : Malorne[41]
- 2014 : The Elder Scrolls Online : Mulaamnir (extension Elsweyr sortie en 2019)
- 2015 : Everybody's Gone to the Rapture : Frank
- 2015 : Lego Dimensions : Sinok[Information douteuse]
- 2015 : Skylanders: SuperChargers : Buzz
- 2015 : Assassin's Creed Syndicate : Juhani Otso Berg
- 2016 : World of Warcraft: Legion : Sénégos et Kester Chercheloin
- 2016 : Mario et Sonic aux Jeux olympiques de Rio 2016 : Zavok
- 2017 : Horizon Zero Dawn : Rost
- 2017 : League of Legends : Galio (refonte)
- 2017 : The Elder Scrolls: Legends : Kellen
- 2017 : Sonic Forces : Zavok
- 2017 : Destiny 2 : Calus
- 2018 : Thronebreaker: The Witcher Tales : Brouver Hoog
- 2018 : Overwatch : le Père Noël dans le court métrage « Cookiewatch »
- 2018 : Assassin's Creed Odyssey : Juhani Otso Berg (DLC : le Sort de l’Atlantilde)
- 2019 : Anno 1800 : le narrateur
- 2019 : Team Sonic Racing : Zavok
- 2019 : The Dark Pictures Anthology: Man of Medan : le conservateur d'histoires
- 2019 : Astérix et Obélix XXL 3 : Le Menhir de cristal : le narrateur
- 2019 : Mario et Sonic aux Jeux olympiques de Tokyo 2020 : Zavok
- 2020 : Warcraft III: Reforged : Druide de la Griffe
- 2020 : Total War Saga: Troy : le narrateur / conseiller
- 2020 : Crash Bandicoot 4: It's About Time : Ika Ika
- 2020 : The Dark Pictures Anthology: Little Hope : le conservateur d'histoires
- 2020 : World of Warcraft: Shadowlands : Alexandros Mograine
- 2021 : The Dark Pictures Anthology: House of Ashes : le conservateur d'histoires
- 2022 : Dying Light 2: Stay Human : voix additionnelles
- 2022 : The Dark Pictures Anthology: The Devil in Me : le conservateur d'histoires
- 2023 : Alan Wake 2 : Pat Maine
- 2024 : Apollo Justice: Ace Attorney Trilogy : le juge
- 2024 : MultiVersus : Charlie le coq

## Autres travaux vocaux

### Spectacles et musées
- 1969 : Les Aventures de Babar : Babar[Où ?]
- à partir de 2003 : Lice des grandes médiévales d'Andilly : voix de Modillac d'Andilly
- 2015 : Jeff Panacloc perd le contrôle : voix du professeur Abitbol
- 8 décembre 2015 : feu d'artifice de Saint-Chamond : voix du père Noël
- à partir de 2016 : Le Dernier Panache et Le Premier Royaume au Puy du Fou
- à partir de 2017 : Autun entre Ombres et Lumières : voix du druide Diviciacus
- 2017-2018 : tournée du groupe IAM L'École du micro d'argent : voix du narrateur samouraï
- 10-11 mars 2018 : Tale as Old as Time, concerts symphoniques Disney : narrateur
- 16 novembre 2019 : Tournée de VALD « Ce tour est cruel » : voix du narrateur au prologue.
- 2019-2025 : Exister, définition de Yann Yann Marguet : voix off
- 2020 : Maison du Marais de Saint-Omer : Yves Capiau
- 2021 : Les Nuits de Nemaus à Nîmes : voix off
- 2022 : spectacle de son, lumière et feu d'artifice « IMAGEEN » à Nigloland : narrateur
- 2023 : émission Zen au Zénith de Paris : narrateur
- 2023 : Musée de l'Ascenseur à bateaux des Fontinettes : Jacques, dernier gardien de l'ascenseur à bateaux (visite audioguidée)
- avril 2024 : Dystopia Festival : voix off
- 2024 : émission Zen à l'Accord Arena de Paris-Bercy : narrateur
- 2024[précision nécessaire] : La Scénoféerie de Semblançay
- 2024[précision nécessaire] : Des flammes à la lumière à Verdun : le capitaine Marchal
- 2025: fête du lac d'annecy Ode à la lune: Narrateur

### Radio
- 1976 : RMC, Toute la vérité (émission narrative où il raconte des histoires un peu dans le style d'Alain Decaux)
- 1980 : RMC, Les Signes du destin, coanimé avec Françoise Hardy
- 1991-1998 : voix antenne de Fun Radio
- 1998 : voix antenne de la radio régionale poitevine Forum
- début des années 2000 : voix antenne de la radio régionale orléanaise Vibration
- à partir de 2005 : narrateur de L'Histoire de Jack Rose, feuilleton musical de Bertrand Bichaud et Jean-Baptiste Roumens, diffusé sur la Radio Suisse Romande / la 1re
- à partir de 2007 : voix antenne de Radio pluriel, radio associative lyonnaise.
- 2008 : narrateur de Chroniques des Ombres, série BD-Vidéo écrite par Pierre Bordage
- 2016 : voix de jingles radio pour Horizon (radio régionale dans l'ex-Nord-Pas-de-Calais)
- [Quand ?] : voix antenne de Radio BPM, radio associative francilienne.

### Musique
- … pour petites oreilles : le maestro
- 1976 : Patrick je t'aime de Sheila : voix du début
- 2013 : Marvel de IAM : voix d'introduction
- 2014 : Les Portes du pénitencier de Shtar Academy : voix d'introduction
- 2018 : Avoir de l'argent de Youssoupha : pont à 2′52″[42]
- 2020 : Je suis Marseille de Akhenaton, Jul, l'Algérino, Alonzo, Fahar, Shurik'n, SCH, et du rat Luciano sur la compilation 13'Organisé : voix de l'intro.
- 2021 : Interlude : Road To Larosh de Roshi : voix off, Nouveau voyage de Roshi : voix d'introduction
- 2022 : Nouvel Arc de Roshi : voix d'introduction sur l'album Larosh
- 2023 : Le Voyage d'Andrin de la Rioule des Compagnons du Monde [43] : voix d'introduction sur chacune des saisons de l'album

- Voix off sur l'intro[Quoi ?] du groupe rock français Sultan Mashine[réf. nécessaire]

### Livres audio
- Charles Wilson, Robin des Bois, éditions Fabbri, 1997
- Daniel Defoe, Robinson Crusoé, éditions Fabbri, 1997
- Charlotte Voake et Christian Wasselin, Hector Berlioz, collection Découverte des musiciens, Gallimard Jeunesse Musique et Erato Disques, 1998  (ISBN 2-07-052162-1)
- Charlotte Voake et Yann Walcker, Wolfgang Amadeus Mozart, collection Découverte des musiciens, Gallimard Jeunesse Musique et Erato Disques, 1998  (ISBN 2-07-051496-X)
- Charlotte Voake et Catherine Weill, Frédéric Chopin, collection Découverte des musiciens, Gallimard Jeunesse Musique et Erato Disques, 1999  (ISBN 2-07-052869-3)
- Charlotte Voake et Marielle D. Khoury, Henry Purcell (biographie, collection Découverte des musiciens, Gallimard Jeunesse Musique et Erato Disques, 1999  (ISBN 2-07-052492-2)
- Pascal Conicella, Pascal Montjovent et Mélanie Corbat, Les Voyages fantastiques de Téo et Léonie, tome 1 : Le Collier magique, Fauvea Studios[44], 2015  (ISBN 978-2-940562-00-8)
- Pascal Conicella, Pascal Montjovent et Mélanie Corbat, Les Voyages fantastiques de Téo et Léonie, tome 2 : L'Aube des Temps, Fauvea Studios, 2016  (ISBN 978-2-940562-01-5)
- Pascal Conicella, Pascal Montjovent et Mélanie Corbat, Les Voyages fantastiques de Téo et Léonie, tome 3 : Le Secret des Terres noires, Fauvea Studios, 2016  (ISBN 978-2-940562-02-2)
- Pascal Conicella, Pascal Montjovent et Mélanie Corbat, Les Voyages fantastiques de Téo et Léonie, tome 4 : Le Trésor d'Anubis, Fauvea Studios, 2016  (ISBN 978-2-940562-03-9)
- Marc Frachet, InCarnatis : La Vénus d'Emerae, tome 1 : Le Retour d'Ethelior (« lecture augmantée »)[45], éditions ACCI Entertainment, 2016 : Ethelior
- Dan Simmons, Terreur, Audible, 2017[46]
- Pascal Conicella, Pascal Montjovent et Mélanie Corbat, Les Voyages fantastiques de Téo et Léonie, Tome 5 : Les Frasques de Pachacutec, Fauvea Studios, 2017  (ISBN 978-2-940562-05-3)
- Marc Frachet, InCarnatis : La Vénus d'Emerae, tome 2 : La Prophétie (« lecture augmantée »)[45], éditions ACCI Entertainment, 2018 : Ethelior
- Marc Frachet, InCarnatis : La Vénus d'Emerae, tome 3 : La Bataille d'El Razel (« lecture augmantée »)[45], éditions ACCI Entertainment, 2019 : Ethelior

### Publicités et bandes-annonces
Benoît Allemane a prêté sa voix pour de nombreuses publicités parmi lesquelles :
- Voltarène
- 3617 Verif et 3617 Euridile
- Frosties : Tony le tigre[47]
- Freedent Winter Fresh
- Cassettes vidéo de Walt Disney durant les années 1980-1990
- Intermarché
- Bande-annonce de Chucky 3
- Uncle Ben
- Thé Éléphant
- Sader
- Yaourt à la grecque[Quoi ?]
- Métal hurlant (film)
- L'Étrange Noël de monsieur Jack
- Tomb Raider 1 (1996)
- Epic Mickey
- Game Duell
- Disneyland Paris
- 2014 : Paranormal Dragitivity Haribo Dragibus[48]
- 2015 : Cité numérique
- 2015 : Destiny : Le Roi des corrompus
- 2017 : KFC (publicité pour la « Chizza »)
- 2018 : M&M's : voix du père Noël
- 2018 : McDonald's pour la campagne des Schtroumpfs
- 2018 : bande-annonce du concert symphonique Vocaloid Ia Musical & Live Show
- 2020 : Dentastix Chewy Chunx
- 2021 : bande-annonce de l'application Koober
- 2022 : bande-annonce de la série Somin Gazé
- 2023 : Land Rover Defender
- 2023 : Fondation Abbé Pierre
- 2024 : Oreo